# Carbonarios

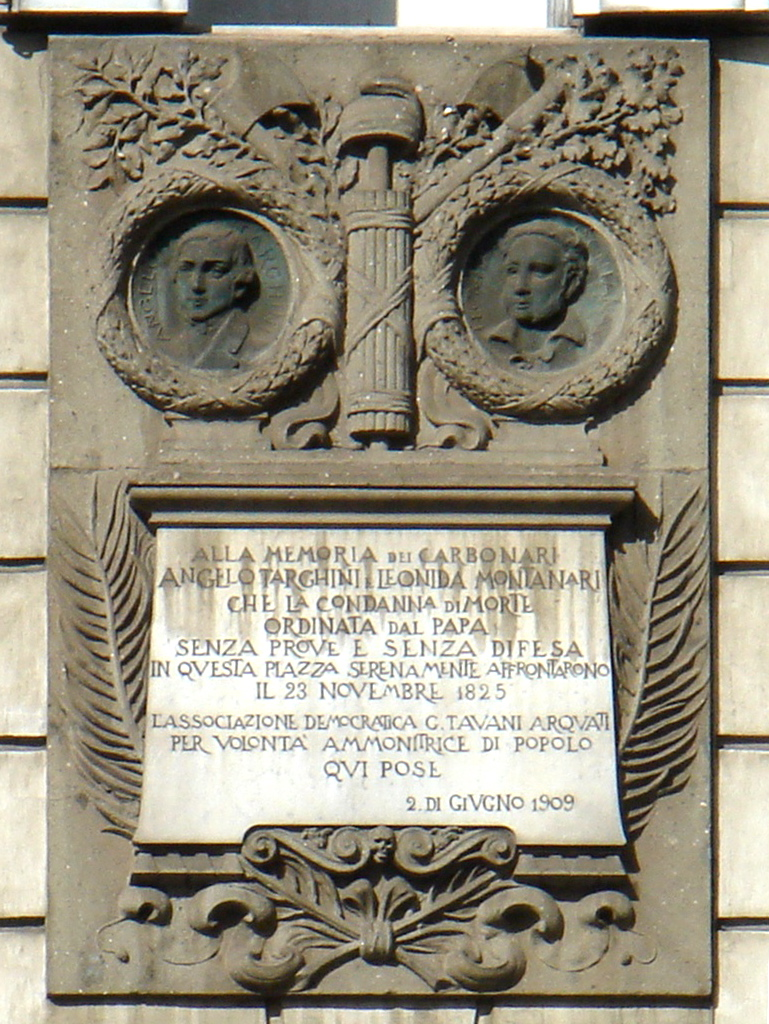
Placa conmemorativa del ajusticiamiento de los carbonarios Angelo Targhini y Leonida Montanari (Piazza del Popolo, Roma, 1825).

Los carbonarios (en italiano: carbonari, traducible al español como "carboneros") eran los miembros de una sociedad secreta italiana denominada Carboneria (traducible como "carbonería"), fundada en Nápoles durante los primeros años del siglo XIX en el contexto de la ocupación napoleónica de Italia (1805-1814) sobre valores nacionalistas y liberales. Su modelo organizativo y sus procedimientos conspirativos e insurreccionales la convirtieron en un modelo que se extendió mediante simpatizantes e imitadores por toda Italia, e incluso fuera de ella, especialmente en los países de la Europa suroccidental y a partir de núcleos de italianos emigrados o exiliados (organizaciones similares se denominaron carbonarios en España, Carbonária en Portugal o Charbonnerie en Francia), todo ello en el contexto histórico de los movimientos revolucionarios liberales de la primera mitad del siglo (revolución de 1820, revolución de 1830, revolución de 1848). En la segunda mitad del siglo XIX estos movimientos terminaron produciendo la unificación italiana (el Risorgimento), que culminó en 1870.

## Características generales
Su denominación se derivaba de la imitación del simbolismo y el ritual del oficio de los carbonari, es decir, el gremio de los que preparaban el carbón y lo vendían; de un modo equivalente a como la masonería se identificaba con los gremios de la construcción.
Como en toda sociedad secreta, quien se inscribía en la Carboneria no podía conocer todas las finalidades de la organización en el momento de su adhesión: los iniciados eran de hecho llamados al principio apprendisti ("aprendices") y sólo con el tiempo se convertían en maestri ("maestros"). Se exigían juramentos de fidelidad y secreto, cuya contravención se castigaba con la muerte.
La organización, de tipo jerárquico, era muy estricta: los núcleos locales, llamados baracche ("barracas" o "barracones"), se reunían en aglomeraciones más grandes, llamadas vendite ("ventas"), que a su vez dependían de las vendite madri ("ventas madre") y de las alte vendite ("altas ventas"). De lo demás se conoce poco con certeza, y el hecho de que las fuentes historiográficas no proporcionen informaciones seguras es consecuencia de lo poco fiable que puede ser la documentación de actividades que sus propios miembros se esforzaban en mantener secretas, y que si eran descubiertas por la policía, podía tener como consecuencia la cárcel o incluso el patíbulo.
Con el nombre de Alta Vendita se publicaron, en 1859, unas presuntas instrucciones de la cúpula carbonaria para infiltrarse en la jerarquía vaticana.

### Adeptos
Los adeptos de la Carboneria aspiraban sobre todo a la libertad política y a un gobierno constitucional. Pertenecientes en gran parte a la burguesía y a las clases sociales más elevadas, se habían dividido en dos sectores o logias: la civil, destinada a la protesta pacífica o a la propaganda, y la militar, destinada a las acciones armadas.
Muchas personalidades de la Italia del Risorgimento se adhirieron al movimiento, de manera explícita o implícita, como Silvio Pellico, Antonio Panizzi, Giuseppe Mazzini, Ciro Menotti, Piero Maroncelli, Carlo Bianco di San Jorioz o Federico Confalonieri.

Bandera de los carbonarios italianos

## Historia
Nacida inicialmente como forma de oposición a la política filonapoleónica de Joaquín Murat, la Carbonería afilió a seguidores en Francia y en España, teniendo como objetivos las libertades políticas y la obtención de una constitución liberal en cada nación de Europa.
Después de la caída de Murat, la lucha se dirigió contra el rey Fernando I de las Dos Sicilias, que, tras ser repuesto en el trono, gobernaba como un monarca absoluto, sin responder a las expectativas que los carbonarios habían puesto en una posible moderación del rey exiliado. El número de los carbonarios napolitanos crecía en respuesta al descontento de la burguesía urbana de artesanos y comerciantes, perjudicados por la política borbónica, favorable a los grandes terratenientes.
La Carboneria se difundió también por el norte de Italia, sobre todo en Lombardía y Emilia-Romaña, gracias al esfuerzo de Filippo Buonarroti (que, aunque no era carbonario, se identificó con el movimiento). Tras el Congreso de Viena de 1815 el movimiento asumió un carácter patriótico y marcadamente antiaustríaco.
Los dirigentes de la Carboneria comenzaron a optar por acciones violentas con estrategias de tipo guerrillero. En cambio, su posicionamiento ideológico permaneció ambiguo: se declaraban a favor de la independencia y unificación italiana, pero sin concretar lo más mínimo la forma de gobierno que debería tener una Italia libre. Tal indefinición política de la Carboneria, que tuvo la virtud de permitir la unión de elementos tanto de la destra (derecha política) como de la sinistra (izquierda política) o del centro (centro político), se superó cuando, después de una larga serie de derrotas militares, la reflexión política de los carbonarios se centró en el problema de la libertad con una perspectiva más amplia.

### Los movimientos de 1820 y 1821
La Carbonería pasó por primera vez de las palabras a los hechos en 1820 en Nápoles, organizando revueltas de carácter antiabsolutista y liberal-constitucional que se inspiraban en la sublevación de Rafael del Riego en España el 1° de enero del mismo año (el pronunciamiento militar de Cabezas de San Juan, que restableció la vigencia de la Constitución de Cádiz y dio inicio al Trienio Liberal). Los oficiales Michele Morelli y Giuseppe Silvati (a los que se adhirieron generales pro-Murat, como Guglielmo Pepe) marcharon el 1° de marzo de Nola hacia Nápoles a la cabeza de sus regimientos de caballería. Atemorizado por la protesta, el rey Fernando I aceptó conceder una nueva carta magna, que esencialmente era la propia Constitución de Cádiz, y la adopción de un parlamento.
La victoria de la revolución napolitana, aunque parcial, ilusoria y aparente, causó mucha esperanza en la península. Los carbonarios piamonteses, guiados por Santorre de Santarosa, marcharon hacia Turín, capital del Reino de Cerdeña, y el 12 de marzo de 1821 obtuvieron la concesión de una constitución liberal.
Sin embargo, la Santa Alianza no toleró semejante desafío al absolutismo y a partir de febrero de 1821 envió un ejército al sur que derrotó a los insurrectos napolitanos, numéricamente inferiores y mal equipados. También en Piamonte el rey Carlos Alberto de Saboya, indeciso, cedió a las presiones de su hermano Carlos Félix y pidió la intervención militar de Austria: el 8 de abril el ejército de los Habsburgo venció a los revoltosos. En cuestión de meses los movimientos de 1820 y 1821, desencadenados casi totalmente dentro de la Carbonería, podían declararse fracasados.
Entre los principales dirigentes de la Carboneria, Morelli y Silvani fueron condenados a muerte; Pepe fue condenado al exilio; y Confalonieri, Pellico y Maroncelli fueron encarcelados.

### Los movimientos de 1831 y el fin de la "Carbonería"
Derrotados pero no aniquilados, los carbonarios participaron en 1830 en las jornadas revolucionarias de julio en París que entronizaron al rey liberal Luis Felipe I. Entusiasmados por la victoriosa sublevación parisina, los carbonarios italianos también tomaron las armas contra algunos Estados centro-septentrionales, y en particular contra los Estados Pontificios y Módena.
En la capital emiliana, Ciro Menotti fue el que tomó la iniciativa, intentado encontrar el soporte político para el duque Francisco IV de Módena, que fingió responder positivamente a cambio de la concesión del título de Rey de la Alta Italia. Sin embargo, el día anterior a la fecha marcada para la sublevación, el duque hizo arrestar a Menotti, y posteriormente, por sugerencia del estadista austriaco Klemens von Metternich, lo condenó a muerte, al igual que a otros aliados.
En los Estados Pontificios, la revuelta comenzó en febrero de 1831. En las ciudades de Bolonia, Reggio Emilia, Imola, Faenza, Ancona, Ferrara y Parma estallaron sublevaciones populares lideradas por los carbonarios, que establecieron un gobierno provisional bajo la bandera tricolor que simbolizaba la unidad de Italia. Un cuerpo de milicia voluntario, que habría tenido el objetivo de marchar hacia Roma, fue masacrado por las tropas austríacas llamadas por el papa Gregorio XVI, que repusieron su autoridad en estos territorios.
Esta derrota hizo entender a muchos carbonarios que militarmente, sobre todo solos, no podían imponerse contra Austria, una de las grandes potencias del Viejo Continente. Giuseppe Mazzini fundó una nueva sociedad secreta llamada Giovine Italia ("Joven Italia") en la que pasaron a militar muchos exadherentes de la Carboneria. La antigua institución, ya casi sin defensores, cesó prácticamente de tener actividad, aunque mantuvo su existencia hasta 1848.

## Adaptaciones cinematográficas
- Vanina Vanini, de Roberto Rossellini (1961), adaptación de la novela homónima de Stendhal.[4]
- Nell'anno del Signore, de Luigi Magni (1969).
- Allonsanfàn, de los hermanos Taviani (1973).[5]